# Klaudiozaur
Claudiosaurus - nazwa rodzajowa ziemno-wodnego gada, żyjącego na terenie obecnego Madagaskaru pod koniec permu. Dysponujemy obecnie kilkoma dobrze zachowanymi szkieletami zwierzęcia.
Zwierzę osiągało około 60 cm długości. Jego głowa była względnie mała i zaopatrzona była w liczne, drobne zęby. Klaudiozaur posiadał dość długą szyję (na którą składało się 8 kręgów) i ogon. Kończyny tylne były większe od przednich. Budowa jego kości wskazuje, że nie był zwierzęciem typowo lądowym. Najprawdopodobniej żył w środowisku lądowo-wodnym, w okolicach rzek i jezior, spędzając sporą część życia w wodzie. Żywił się prawdopodobnie rybami. W 1981 roku Caroll wysunął hipotezę, że zwierzę to mogło być przodkiem plezjozaurów. Klaudiozaury najprawdopodobniej wyginęły podczas Wielkiego Wymierania, kończącego paleozoik.